# Melodinus cumingii
Melodinus cumingii är en oleanderväxtart som beskrevs av A.Dc.. Melodinus cumingii ingår i släktet Melodinus och familjen oleanderväxter. Inga underarter finns listade i Catalogue of Life.